# Karl-Heinz Hess
Karl-Heinz Hess (* 20. März 1930 in Frankfurt am Main; † 1. Juli 1995 ebenda) war ein deutscher Schauspieler.

## Leben
Karl-Heinz Hess, dessen voller Name Karl-Heinz Helmut Hess lautete, war in seinem ersten Beruf nicht Schauspieler, sondern Buchhändler. Seine Liebe zur Literatur war einer der Aspekte, die ihn mit dem Theater verbanden und ihn auch zum Ergreifen seines zweiten Berufes, Schauspieler, veranlassten.
Nach der Schauspielausbildung begann Karl-Heinz Hess (auch Heß) seine Tätigkeit 1950 am Pfalztheater in Kaiserslautern. Weitere Engagements im Schul-Theater Darmstadt und am Düsseldorfer Schauspielhaus folgten. Ab Mitte der 1950er-Jahre spielte er an den Städtischen Bühnen in Wuppertal, später am Volkstheater Frankfurt.

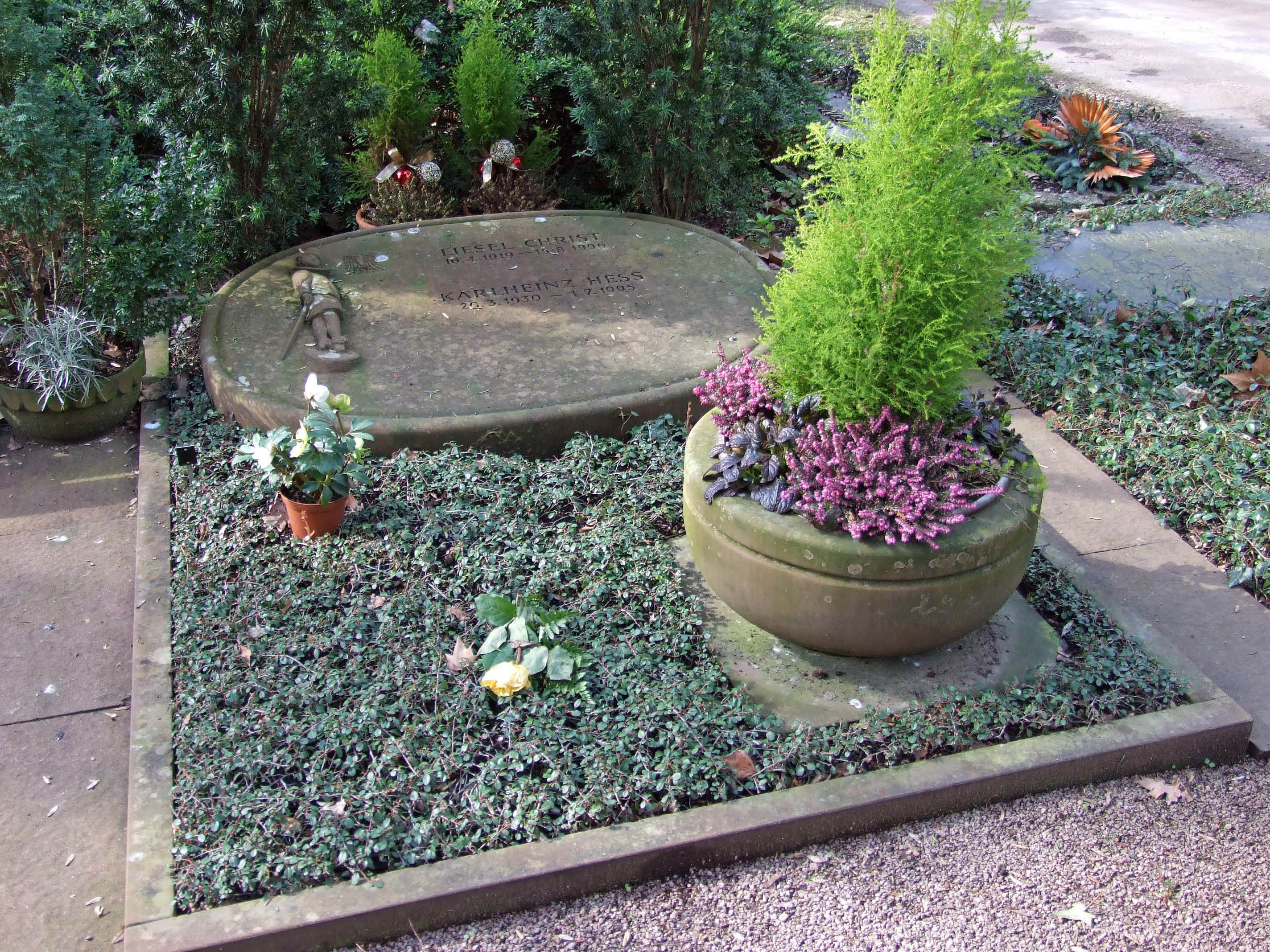
Grab auf dem Hauptfriedhof in Frankfurt

Seine Tätigkeit für das Fernsehen begann 1964 in der TV-Serie Hafenpolizei. Bekannt wurde er 1966 in der Rolle des Wachtmeisters Hartmann, eines Motorrad fahrenden Polizisten, in der Fernsehserie Polizeifunk ruft. Bis zu seinem Tod im Jahr 1995 war er sowohl im Theater als auch regelmäßig in Nebenrollen im Fernsehen zu sehen. Außerdem war Hess als Hörspielsprecher tätig. Sein letzter Auftritt für das Fernsehen war 1995 in einer Aufzeichnung des Lustspiels Die Fünf Frankfurter von Carl Rössler in einer Inszenierung des Volkstheaters Frankfurt.
1958 heiratete Karl-Heinz Hess die Primaballerina Denise Laumer, welche zu diesem Zeitpunkt im Ensemble von Tatjana Gsovsky tanzte. 1969 wurde die gemeinsame Tochter von Karl-Heinz Hess und Denise Hess (geb. Laumer), Natascha Hess (später verheiratete Natascha Rohne), in Bad Homburg v.d. Höhe geboren. 1980 trennten sich Karl-Heinz und Denise Hess.
Hess war in zweiter Ehe mit der zweiten Tochter der Frankfurter Volksschauspielerin Liesel Christ, Bärbel Christ-Hess, verheiratet. Er wurde in deren Familiengrabstätte auf dem Frankfurter Hauptfriedhof, Gewann J 296, beigesetzt.

## Filmografie (Auswahl)
- 1964: Hafenpolizei – Folge: St. Pauli ohne Maske
- 1965: Verhör am Nachmittag (Fernsehfilm)
- 1966: Die Gentlemen bitten zur Kasse (Dreiteiliger Fernsehfilm)
- 1966–1970: Polizeifunk ruft (Fernsehserie, 52 Folgen)
- 1967: Die fünfte Kolonne – Folge: Der Fall Schurzheim
- 1967: Kommissar Brahm – Folge: Schüsse im Forst
- 1968: Das Kriminalmuseum (Fernsehserie) – Folge: Die Postanweisung
- 1968: Sir Roger Casement (Fernseh-Zweiteiler)
- 1969: Kim Philby war der dritte Mann (Fernsehfilm)
- 1969–1970 Luftsprünge (Fernsehserie)
- 1970: Heintje – Mein bester Freund
- 1970–1974: Hamburg Transit (Fernsehserie)
- 1971: Dem Täter auf der Spur – Folge: Tod am Steuer
- 1971: Dem Täter auf der Spur – Folge: Flugstunde
- 1971–1986: Tatort (Fernsehreihe) 
  - 1971: Kressin stoppt den Nordexpress
  - 1977: Flieder für Jaczek
  - 1979:  Freund Gregor
  - 1981: Slalom
  - 1983: Wenn alle Brünnlein fließen
  - 1986: Automord
- 1975–1979: PS (Fernsehserie)
- 1978: St. Pauli-Landungsbrücken – Eine ganz normale Ausbildung
- 1978: Vorsicht, frisch gewachst – Folge 13: Happy End
- 1978: Geschichten aus der Zukunft (Fernsehserie)
- 1981: Der Fuchs von Övelgönne – Warum brennt die Nordsee (Fernsehserie)
- 1982: Sonderdezernat K1 – Folge 21: Das masurische Handtuch
- 1982: Unheimliche Geschichten (Fernsehserie, Folge 11) – Der eingemauerte Schrei
- 1984: Diese Drombuschs – Folge 5: Das Konzert und Folge 6: Entscheidungen
- 1985: Die Schwarzwaldklinik – Folge 7: Die Schuldfrage
- 1985: Ein Fall für Zwei – Folge 34: Schwarze Zahlen
- 1986: Großstadtrevier – Folge 1: Mensch, der Bulle ist 'ne Frau (Gastauftritt als Polizeipräsident, wodurch eine Brücke geschlagen wird zu Hamburg Transit und deren Vorläufern)
- 1989: Mit Leib und Seele (Fernsehserie)

## Belege
1. ↑  Zwiegespräch auf dem Hauptfriedhof (Memento vom 9. März 2016 im Internet Archive)
2. ↑  Klaus Nerger: Das Grab von Karl-Heinz Hess und Liesel Christ. In: knerger.de. Abgerufen am 12. August 2024.

| Personendaten    | Personendaten          |
| ---------------- | ---------------------- |
| NAME             | Hess, Karl-Heinz       |
| ALTERNATIVNAMEN  | Heß, Karlheinz         |
| KURZBESCHREIBUNG | deutscher Schauspieler |
| GEBURTSDATUM     | 20. März 1930          |
| GEBURTSORT       | Frankfurt am Main      |
| STERBEDATUM      | 1. Juli 1995           |
| STERBEORT        | Frankfurt am Main      |